# Jan Eisenhardt
Jan Øyvind Eisenhardt (født 24. april 1906 i Hjørring, død 26. december 2004 i Dorval, Quebec, Canada) var en dansk/canadisk fodboldspiller og idrætspioner. 
Familien flyttede først til Nørresundby og da han var seks år gammel til København, som 16-årig blev han af forældrene sendt til lycée Georges Clemenceau en privatskole i Frankrig.
Som fodboldspiller i Boldklubben Frem vandt han som 18-årig begynderklassen i Fortunløbet 1924. Som 19-årig skrev han i 1925 kontrakt med Olympique Marseille og blev en af Danmarks første professionelle fodboldspillere. Honoraret var en handelsuddannelse på Aix-Marseille universitet. To gange, 1926 og 1927, var han med til at vinde franske pokaltitler med Olympique Marseille. Han var også professionel Stuttgarter Kickers 1927 hvor han vandt Bezirksliga Württemberg/Baden, også her stod det i kontrakten at klubben skulle betale for hans universitetsstudier.
Siden 1928 har han boet i Canada og fik i 1934 canadisk statsborgerskab.
Han været sportsdirektør i British Columbia, sportschef for Canadas hær og ansvarlig for Canadas fitnessprogram. For Dette store pionerarbejde inden for motionidræten i Canada, er han blevet hædret med bland andet Order of Canada og Dronning Elizabeths jubilæumsmedalje, ligesom han var æresborger i Vancouver og æresdoktor ved Malaspina University College i British Columbia
Han er med en alder af 96½ år den ældst startende nogensinde i Eremitageløbet (2002).

## Ekstern henvisning
- Major Jan Eisenhardt, 98: Fitness pioneer, nekrolog i Toronto Star